# Ampullaviridae
Ampullaviridae es una familia de virus de ADN que infectan arqueas. Incluye dos géneros. El nombre de la familia y el género se deriva del latín "ampulla" botella, debido a que los viriones tienen forma de botella. Los primeros especímenes fueron descritos por primera vez durante una investigación de la flora microbiana en aguas termales de Italia.

## Géneros
Contiene los siguientes dos géneros:
- Ampullavirus
- Bottigliavirus

## Descripción

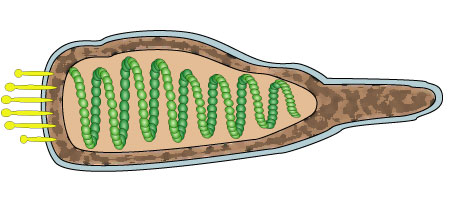
Virión de los ampulavirus.

Los ampulavirus tienen una morfología única, los viriones en forma de botella con un extremo estrecho que se expande suavemente en un extremo más ancho para una longitud total de aproximadamente 230 nm y un ancho de aproximadamente 75 nm en el extremo ancho. Los viriones poseen una envoltura viral. El extremo estrecho se proyecta más allá de la envoltura viral y probablemente se usa para inyectar el ADN viral en las células huésped. El extremo ancho posee unos 20 filamentos delgados, cada uno de los cuales se distribuye regularmente en un anillo. Dentro de la envoltura viral hay una capa de proteínas en forma de embudo (extrañas y sin homólogos) que albergan el ADN viral.
El genoma de los ampulavirus es lineal de ADN bicatenario de aproximadamente 23,8 kilobases de longitud. El genoma contiene un estimado de 56 o 57 marcos de lectura abiertos que codifican al menos seis proteínas estructurales del virión.
La replicación viral se produce en el citoplasma. La entrada en la célula huésped se logra mediante la adhesión del virus a la célula huésped. La transcripción con plantilla de ADN es el método de transcripción. Las arqueas sirven como huésped natural. Las rutas de transmisión son por difusión pasiva.
La forma del virión no tiene ninguna relación conocida con otros virus. Sin embargo, algunos otros virus de arqueas también tienen formas inusuales, lo que puede indicar que dicha morfología es una forma antigua que no está representada entre los virus que infectan eucariotas y otros procariotas.